# Kosmas (Mosaizist)

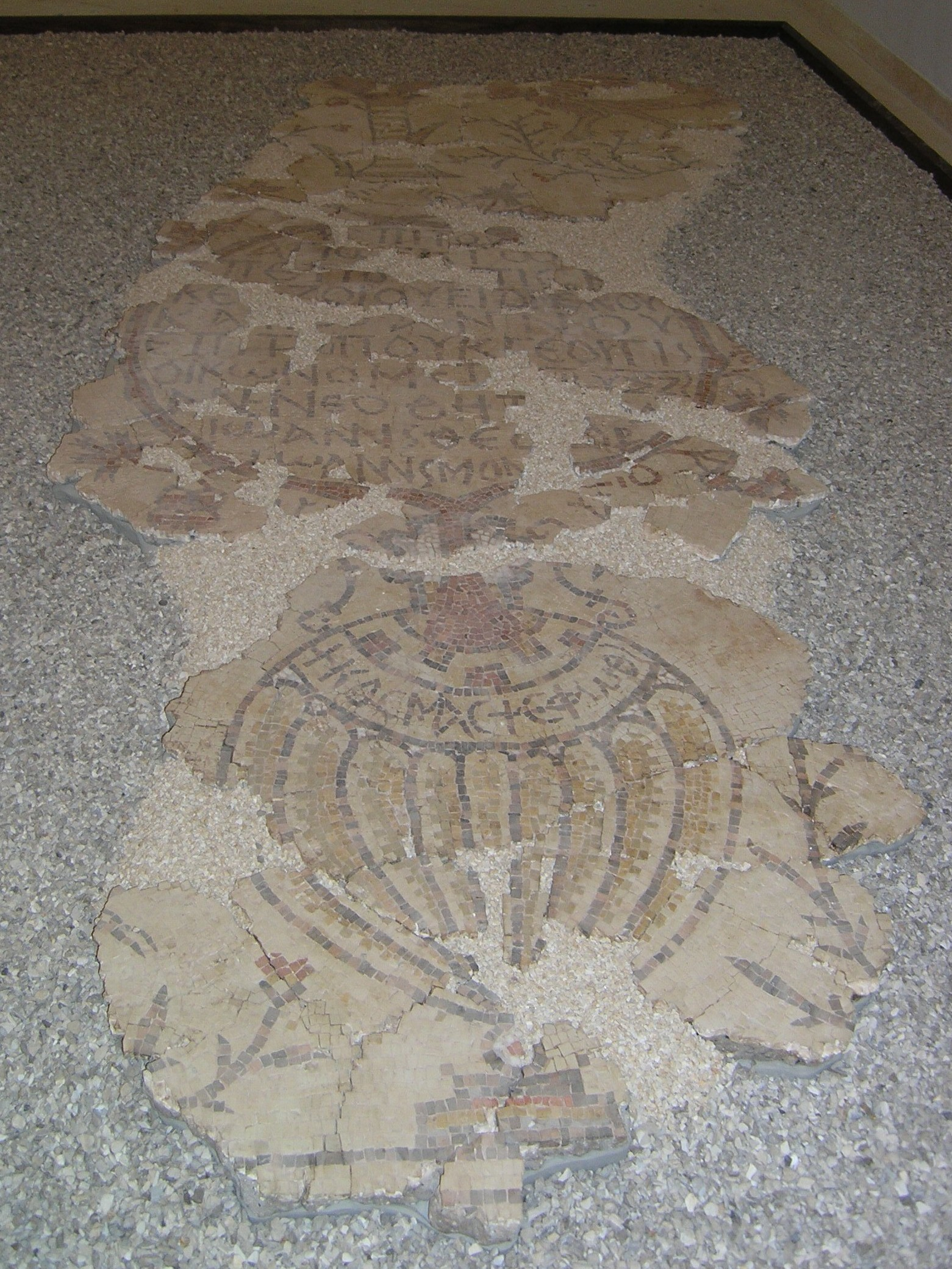
Mosaik mit der Signatur des Kosmas

Kosmas (Κοσμάς) war ein spätantiker Mosaizist, der im 6. Jahrhundert in Palästina tätig war.
Er ist einzig bekannt durch seine Signatur eines Mosaiks im Kloster des Hagios Lot (Dayr ʿAin ʿAbata) (+ Κοσμᾶς ψεφωθ[έτης]). Das Mosaik ist 572/573 datiert.